# Nikolai Bulganin
Nikolai Alexandrovitch Bulganin (Николай Алекса́ндрович Булганин, transliteração: Nikolaj Alexandrovič Bulganin; Níjni Novgorod, 30 de maiojul./ 11 de junho de 1895greg. — Moscou, 24 de fevereiro de 1975) foi um militar e político soviético.